# Help TV
Help TV war ein deutscher Fernsehsender mit Sitz in Dortmund, über den die Zuschauer mittels Telefon Rat von Experten zu verschiedenen Themengebieten einholen konnten. Seit Januar 2008 wurde der Ganztagesbetrieb mit Ausnahme einer Sendung eingestellt. Ebenso die Verbreitung via Satellit, welche seit Sendebeginn bestanden hatte.

## Programm
Die Eröffnung erfolgte am 3. November 2006 unter anderem durch den nordrhein-westfälischen Ministerpräsidenten Jürgen Rüttgers. Bei Help TV stand Beratung für den Zuschauer im Mittelpunkt. Die Themenbereiche des Senders reichten von Medizin über Psychologie, Recht, Ernährung, Finanzen bis hin zu esoterischen Themen.
Help TV funktionierte wie folgt: Ein Studiogast stellte sich den Fragen der Zuschauer per Telefonat. Die Themenbereiche wechselten üblicherweise im Stundenrhythmus. Die Zuschauern konnten den Studiogast über eine kostenpflichtige Studio-Hotline erreichen und waren dann mit ihrer Frage Teil des Programms von Help TV.
Nach Medienberichten sollte eine Umwandlung von Help TV in das neugeschaffene Fliege TV erfolgen. Am 2. Januar 2008 wurde der Ganztagesbetrieb von Help TV jedoch eingestellt. Seitdem wurde nur noch die Sendung Flieges Welt (täglich von 16:00–17:00 Uhr) produziert, die als Livestream über das Internet und von Partnersendern über Satellit verbreitet, jedoch aufgrund mangelnden Zuschauerinteresses Ende Februar 2008 ebenfalls eingestellt wurde.

## Moderatoren
- Jürgen Fliege, evangelischer Pfarrer
- Stephan A. Grüter, Fachanwalt für Mietrecht
- Martina Hautau (2006–07)[3]
- Michaela Herold, Tierheilpraktikerin
- Zerrin Rusert, Tierheilpraktikerin

## Empfang
- Satellit: Astra 19,2 Grad Ost (digital)
- Kabel: digital (einige Netze, weitere nach Senderangaben im Aufbau)

## Kritik
Verbraucherzentralen werfen dem Sender vor, sich aus der Not einiger Zuschauer zu bedienen. Häufig säßen gerade Menschen aus sozial benachteiligten Familien vor dem Fernseher und machen Gebrauch von den kostenpflichtigen Mediendiensten. Kritisiert wird auch, dass die Telefongebühren in Höhe von 0,50 Euro auch berechnet werden, wenn der Anrufer nicht durchgekommen ist. Laut BILDBlog handelte es sich jedoch um eine Falschmeldung der Bild-Zeitung.